# Manel Ybargüengoitia Pallares
Manel Ybargüengoitia Pallares (Barcelona, 1954) és un interiorista per l'Escola d'Arts aplicades i Oficis artístics de Barcelona i arquitecte dissenyador d'interiors per la Federació Internacional d'Arquitectes d'Interior. Obté el diploma de Cronoanalista per l'Escola Industrial de Barcelona i és Màster en disseny industrial per la Universitat Politècnica de Girona. És director de l'empresa Elkarta Diseirio S.L.
Ha exercit la docència a les escoles Elisava i Lai de Barcelona i ha impartit nombroses conferències per tot l'estat espanyol. Va ser membre organitzador dels primers premis ECIA d'Arquitectura d'interiors i membre del jurat de l'Escola de Belles Arts de Toulouse pels projectes de final de carrera del 1991.
Els seus treballs han estat publicats en diverses revistes nacionals i internacionals. Entre els seus clients podem destacar Grupo Vichy Catalán, TramVia Metropolità, Grupo B-Lux o Hugo Boss.
Ha rebut diversos premis nacionals i entre els seus dissenys podem citar el llum de taula Pixi (1992) i el joc de taula Dominó (1996).